# 사무라이 쇼다운 III
《사무라이 쇼다운 III: 피의 검》(영어: Samurai Shodown III: Blades of Blood)은 SNK가 제작한 아케이드 대전 격투 게임이다. 《사무라이 쇼다운》 시리즈의 세번째 작품으로, 1995년 11월 15일 네오지오 시스템으로 발매됐다. 일본에선 《사무라이 스피리츠: 잔쿠로 무쌍검》(サムライスピリッツ 斬紅郎無双剣)이라는 제목으로 출시됐다. 대한민국에선 《파이터즈 소즈》(Fighters Swords)라는 제목의 수정판이 발매된 바 있다.
전작과 비교했을 때 게임플레이 시스템에 큰 변화가 생겼다. 무기와 발차기에 각각 두 개의 버튼을 할당한 이전 게임에서 발차기 버튼을 하나를 줄인 3버튼 체제로 전환됐으며, 이동 시스템에 크게 제약을 가한 대신 공격을 받아치는 기술이 추가됐다. 각 캐릭터마다 '슬래시 (Slash)'와 '버스트 (Bust)' 스타일이 존재해, 각 스타일마다 고유한 기술을 구사할 수 있다. 슬래시 스타일은 전작의 캐릭터 조작과 대동소이하나, 버스트 스타일은 좀더 공격적인 기술을 보유한 것이 특징이다.
아케이드로 처음 출시된 후, 네오지오 콘솔 및 네오지오 CD로 이식판이 출시됐다. 1996년에는 플레이스테이션 및 세가 새턴 이식판이 출시됐고, 같은 해에 타카라가 제작한 게임보이 버전이 일본에서만 발매됐다. 그 후 플레이스테이션 네트워크, 버추얼 콘솔을 비롯한 디지털 플랫폼으로 재발매됐다.

## 게임플레이
발차기 공격을 레버와 D 버튼의 조합으로 바꾸고, 대신 A, B, C 버튼을 각각 약,중,강 베기에 할당하였다. 무기 파괴 기술은 무기 떨어뜨리기로 변경하는 등 이전 2개 작품과는 많이 달라진 모습을 보였다. 대신 캐릭터마다 슬래시 (수라), 버스트 (나찰) 두 스타일을 선택할 수 있다. 또한 상대에게 맞아야만 분노 게이지가 올라가던 이전 작품들과는 달리 스스로 분노 게이지를 충전할 수 있다. 거의 모든 공격을 막을 수 있는 공중 가드, 던지기도 무효로 만들 수 있는 중간회피가 추가됐다.
보스 캐릭터 잔쿠로와의 싸움에서는 한 번 쓰러뜨린 뒤 잔쿠로가 일어나고 진정한 결투가 시작된다. 여기에 이기면 게임을 클리어할 수 있다. 최종전에선 체력이 잔쿠로보다 많아도 타임 아웃시 게임 오버 처리된다.

## 발매
타카라가 발매한 게임보이 버전 《열투 사무라이 스피리츠 잔쿠로 무쌍검》에는 야규 주베에가 숨겨진 캐릭터로 등장한다.
한국에서 발매됐던 《파이터즈 소즈》에선 가후인 가이라가 '김웅재'라는 이름으로 현지화되었다. 그 외에 이 버전에선 피가 삭제됐다. 김웅재는 이후 아케이드 및 플레이스테이션 2로 발매됐던 《사무라이 쇼다운 VI》에서는 숨겨진 캐릭터로 등장했다.

## 평가
| 평가 |                   |
| --- | ----------------- |
| 평론 점수 평론사 점수 EGM 7.25/10 (Neo Geo) [ 3 ] 게임스팟 6.7/10 (PS1) [ 4 ] 넥스트 제네레이션 (Neo Geo) [ 5 ] (PS1) [ 6 ] Maximum (Neo Geo CD) [ 7 ] |                   |
| 평론 점수 |                   |
| 평론사 | 점수              |
| EGM | 7.25/10 (Neo Geo) |
| 게임스팟 | 6.7/10 (PS1)      |
| 넥스트 제네레이션 | (Neo Geo) · (PS1) |
| Maximum | (Neo Geo CD)      |